# Герман (Молдова)
Герман (рум. Gherman) — село в Унгенському районі Молдови. Входить до складу комуни, адміністративним центром якої є село Скулень.

## Населення
За даними перепису населення 2004 року у селі проживали 1730 осіб.
Національний склад населення села:
| Національність       | Кількість осіб | Відсоток   |
| -------------------- | -------------- | ---------- |
| молдавани румуни     | 1716 4         | 99,2% 0,2% |
| росіяни              | 6              | 0,3%       |
| українці             | 2              | 0,1%       |
| гагаузи              | 1              | 0,1%       |
| інша / без відповіді | 1              | 0,1%       |
| Всього               | 1730           | 100%       |